# Claire Fourcade
Pour les articles homonymes, voir Fourcade.
Claire Fourcade est une médecin en soins palliatifs et militante anti-euthanasie française, présidente de la Société française d’accompagnement et de soins palliatifs depuis 2019.

## Biographie
Claire Fourcade suit des études de médecine à l'université de Montpellier et souhaitait initialement exercer en réanimation néonatale mais change d'avis lors d'un stage dans un service d'oncologie. Elle suit ensuite une formation en soins palliatifs à Montréal puis rentre en France et exerce en clinique à Narbonne.
Elle est depuis 2019 présidente de la Société française d’accompagnement et de soins palliatifs, qui revendique fédérer plus de 10 000 soignants et 6 000 bénévoles et qui est la principale force d’opposition à l'euthanasie en France. 
Multipliant les interviews, elle est qualifiée de « visage aimable rassurant de la sphère réactionnaire » par Le Nouvel Obs, d' « utopiste du réel » par Valeurs Actuelles et d'« égérie du combat pour les soins palliatifs et contre l’euthanasie » par Libération.
Claire Fourcade est catholique. Elle est mère de cinq enfants adoptés à l'étranger.

## Ouvrages
- 1001 vies en soins palliatifs Ils ne sont pas en "fin de vie", ils sont en vie, éditions Bayard, janvier 2012  (ISBN 9782227482531)
- Les patients au cœur - La vie dans un service de soins palliatifs, éditions Bayard, février 2019  (ISBN 9782227495890)
- Journal de la fin de vie, L’État, la mort et le tragique éditions Fayard, 360 pages, janvier 2025  (ISBN 9782213731735)

## Hommages
Claire Fourcade est décorée chevalière de la légion d'honneur en 2021 pour ses 30 ans de service.
En 2022, Claire Fourcade reçoit le prix de l’Académie catholique de France.